# Псатирелла
Псатире́лла, или хрупля́нка (лат. Psathyrella) — род грибов семейства Псатирелловые (Psathyrellaceae). Ранее относился к семейству Навозниковые.

## Названия
Латинское название — уменьшительное от psathyra — «хрупкий», «ломкий». В русском языке употребляется как транскрипция «псатирелла», так и перевод «хруплянка».
Научные синонимы:
- Agaricus trF. Psathyra Fr., 1821
- Agaricus trF. Psathyrella Fr., 1838 basionym
- Psammocoparius Delile, 1863
- Psathyra (Fr.) P. Kumm., 1871
- Gymnochilus Clem., 1896
- Hypholomopsis Earle, 1909
- Pannucia P. Karst., 1879
- Pluteopsis Fayod, 1889
- Psalliotina Velen., 1939

## Описание
Плодовые тела шляпконожечные с центральным положением ножки, небольших или средних размеров.
Шляпка тонкая, гигрофанная, вначале шаровидной, колокольчатой или конусовидной формы, может раскрываться вплоть до плоской, края часто бороздчатые, цвет от беловатого до различных коричневых оттенков.
Мякоть тонкомясистая, хрупкая.
Ножка длинная и тонкая, ломкая, волокнистая, с полостью, обычно того же цвета, что и шляпка или светлее. Поверхность может быть войлочная или чешуйчатая.
Пластинки приросшие или свободные, сначала светлые, затем темнеют и становятся бурыми, фиолетово-коричневыми или чёрными, обычно с более светлым краем.
Остатки покрывала бывают заметны на поверхности и особенно по краям шляпки, паутинистые или плёнчатые, кольцо и вольва обычно отсутствуют, редко на ножке имеется кольцо.
Споровый порошок тёмно-коричневого, фиолетового или почти чёрного цвета.
Споры от тёмно-пурпурных до чёрных, обычно гладкие, с порой прорастания. Имеются хейлоцистиды, форма их может быть разнообразной: бутыльчатой, мешковидной, булавовидной, с клювовидным выростом, иногда инкрустированы кристаллами.

## Экология
Сапротрофы, растут на почве (гумусовые сапротрофы), пнях и остатках древесины (ксилотрофы), встречаются в лесах и посадках, иногда среди травы. Могут вырастать отдельными плодовыми телами, но чаще плодоносят большими скоплениями.
В состав рода включается уникальный вид Psathyrella aquatica, единственный известный пластинчатый гриб, образующий плодовые тела и спороносящий под водой.

## Практическое значение
Для грибников эти грибы не имеют большого значения из-за тонких шляпок и трудности определения. Некоторые виды могут считаются условно съедобными, но их съедобность многими авторами оспаривается.

## Виды
- Psathyrella candolleana — Псатирелла Кандолля, или ложный опёнок Кандолля
- Psathyrella cernua — Хруплянка пониклая
- Psathyrella conopilus — Хруплянка коническая, или Псатирелла черноватая
- Psathyrella corrugis — Хруплянка морщинстая
- Psathyrella fatua — Хруплянка безвкусная
- Psathyrella fibrillosa — Псатирелла волокнистая
- Psathyrella gordonii — Псатирелла Гордона
- Psathyrella gossypina — Псатирелла хлопчатая
- Psathyrella gracilis typus — Псатирелла изящная, или Хруплянка стройная
- Psathyrella microrhiza — Хруплянка полупокрытая (syn. P. semivestita)
- Psathyrella multipedata — Псатирелла многоножковая, или Хруплянка многоногая
- Psathyrella piluliformis — Псатирелла водолюбивая, или шаровидная, или Хруплянка гидрофильная (syn. P. hydrophila)
- Psathyrella pseudocasca — Псатирелла староватая
- Psathyrella pygmaea — Псатирелла карликовая
- Psathyrella sarcocephala — Хруплянка каштановая
- Psathyrella spadicea — Псатирелла буро-красная
- Psathyrella spadiceogrisea — Псатирелла буро-серая, или Хруплянка каштаново-серая
- Psathyrella sphagnicola — Псатирелла сфагновая
- Psathyrella spintrigera — Псатирелла полосато-колечная